# Многобородник
Многоборо́дник (лат. Polypógon) — род травянистых растений семейства Злаки, или Мятликовые (Poaceae).

## Ботаническое описание

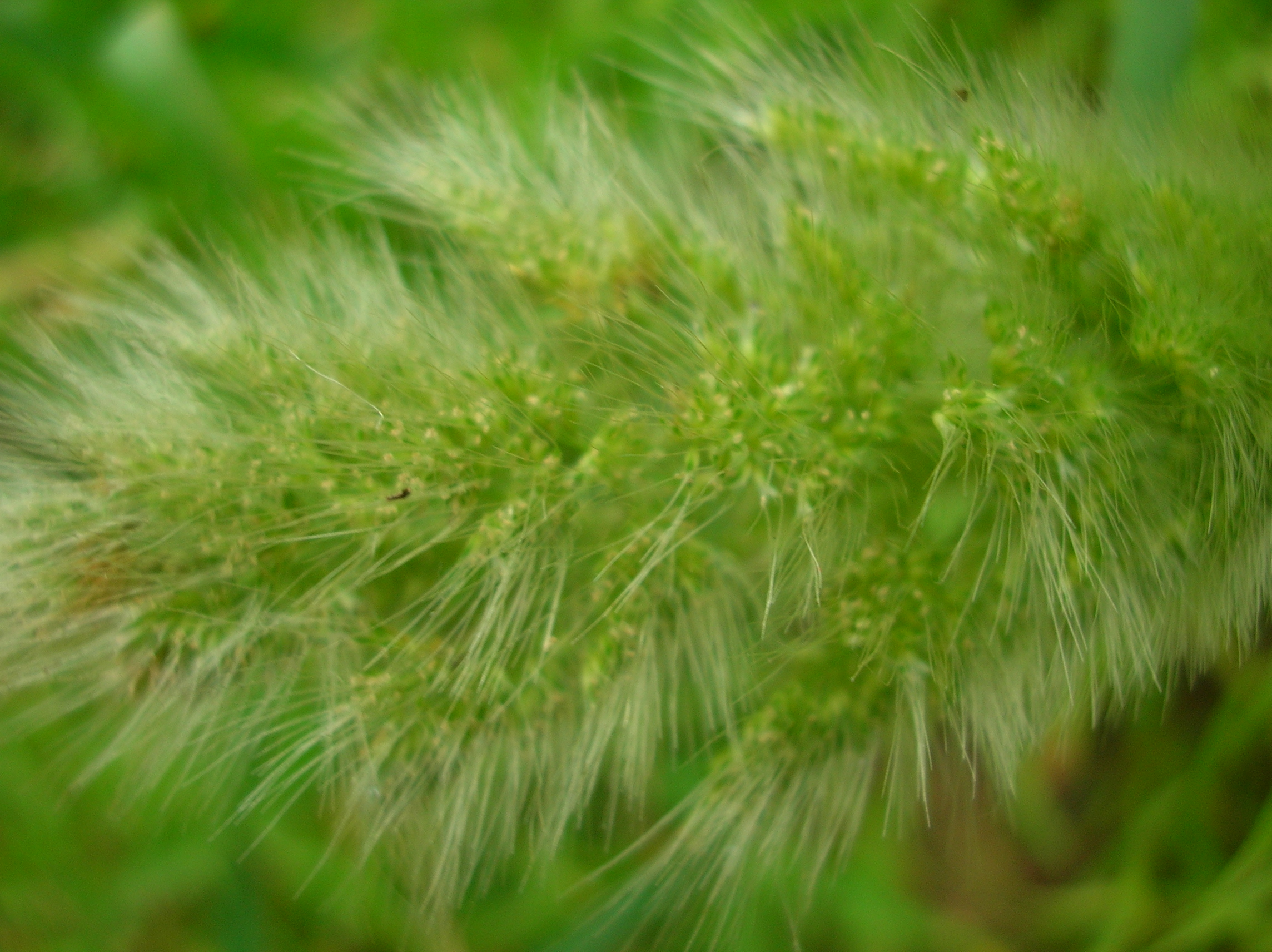
Колос Polypogon interruptus

Травянистые растения; внешний вид различных представителей варьирует. Одни из них — прямостоячие, другие волнами стелются по земле. Многие имеют мягкие, пушистые соцветия колосья. 

## Ареал
Исконно род представлен в Европе, Африке и Южной Америке, однако несколько видов распространились повсюду. 

## Хозяйственное значение и применение
Некоторые виды являются злостными сорняками, особенно однолетние виды, такие как многобородник монпельинский (Polypogon monspeliensis).

## Виды
По информации базы данных The Plant List, род включает 21 вид:
- Polypogon ×adscendens Guss.
- Polypogon australis Brongn.
- Polypogon chilensis (Kunth) Pilg. — Многобородник чилийский
- Polypogon elongatus Kunth
- Polypogon exasperatus (Trin.) Renvoize
- Polypogon fugax Nees ex Steud. — Многобородник опадающецветковый, или Многобородник низменный
- Polypogon hissaricus (Roshev.) Bor — Многобородник гиссарский
- Polypogon ×hondoensis Ohwi
- Polypogon imberbis (Phil.) Johow
- Polypogon interruptus Kunth
- Polypogon ivanovae Tzvelev
- Polypogon linearis Trin. — Многобородник линейный
- Polypogon maritimus Willd. — Многобородник приморский, или Многобородник морской
- Polypogon mollis (Thouars) C.E.Hubb. & E.W.Groves
- Polypogon monspeliensis (L.) Desf. — Многобородник монпелиенский, или Многобородник монпельинскийtypus[1]
- Polypogon parvulus Roseng., B.R.Arrill. & Izag.
- Polypogon pygmeus Tzvelev
- Polypogon schimperianus (Hochst. ex Steud.) Cope
- Polypogon tenellus R.Br.
- Polypogon tenuis Brongn.
- Polypogon viridis (Gouan) Breistr. — Многобородник полумутовчатый